# Хейг, Дуглас
Дуглас Хейг (англ. Douglas Haig) (19 июня 1861, Эдинбург — 29 января 1928, Лондон) — британский военный деятель, фельдмаршал (1917 год), граф и виконт (1919 год). Командовал британскими войсками в Первой мировой войне в таких сражениях, как битва на Сомме (бой с самыми высокими потерями в британской военной истории), битва при Пашендейле и Стодневное наступление. После своей смерти часто критиковался за огромные потери личного состава под своим командованием (до 2 миллионов военнослужащих).

## Биография
Родился в семье фабриканта известной марки виски. Получил образование сперва в Клифтон-колледже в Бристоле, затем учился в Оксфорде. Окончил Королевское военное училище в Сандхерсте. Начал военную службу в 7-м Её королевского величества гусарском полку в 1886 году, в Индии. Затем участвовал в Суданском походе против махдистов в 1898 году и в Англо-бурской войне 1899—1902 годов.
В 1903 году, уже в звании полковника, был вновь направлен в Индию на должность инспектора кавалерии и начальника штаба англо-индийской армии. В 1906 году, в звании генерал-майора, отозван в метрополию, где был назначен руководителем отдела обучения и подготовки войск при военном министерстве. В 1912—1914 годах — руководитель Олдершотского учебного военного лагеря в Англии, в котором проходили с началом Первой мировой войны двухмесячную подготовку подразделения перед непосредственной отправкой на фронт.
С началом военных действий — командующий 1-м английским экспедиционным корпусом во Франции. В начале 1915 года назначен командующим 1-й английской армией, с декабря 1915 года Хейг — главнокомандующий Британскими экспедиционными силами во Франции. В марте 1918 года, с созданием объединённого командования войсками стран Антанты, был подчинён французскому маршалу Ф. Фошу.
После войны некоторое время был командующим британскими войсками в Англии и Ирландии, затем ушёл в отставку. 29 сентября 1919 года возведён в графы Хейг и виконты Девик по шотландскому графству Берик. В последние годы жизни принимал активное участие в ветеранском движении, оказывал помощь пострадавшим и инвалидам войны.

## Награды
| Страна                 | Дата             | Награда                                                                                       | Награда                                                                                       | Литеры |
| ---------------------- | ---------------- | --------------------------------------------------------------------------------------------- | --------------------------------------------------------------------------------------------- | ------ |
| Великобритания         | 1917             | Рыцарь ордена Чертополоха                                                                     | Рыцарь ордена Чертополоха                                                                     | KT     |
| Великобритания         | 3 июня 1915      | Рыцарь Большого креста                                                                        | ордена Бани                                                                                   | GCB    |
| Великобритания         | 3 июня 1913      | Рыцарь-командор                                                                               | ордена Бани                                                                                   | KCB    |
| Великобритания         | 29 сентября 1901 | Кавалер                                                                                       | ордена Бани                                                                                   | CB     |
| Великобритания         | 3 июня 1919      | Кавалер ордена Заслуг                                                                         | Кавалер ордена Заслуг                                                                         | OM     |
| Великобритания         | 15 августа 1916  | Рыцарь Большого креста                                                                        | Королевского Викторианского ордена                                                            | GCVO   |
| Великобритания         | 25 июня 1909     | Рыцарь-командор                                                                               | Королевского Викторианского ордена                                                            | KCVO   |
| Великобритания         | 1904             | Командор                                                                                      | Королевского Викторианского ордена                                                            | CVO    |
| Великобритания         | 12 декабря 1911  | Рыцарь-командор ордена Индийской империи                                                      | Рыцарь-командор ордена Индийской империи                                                      | KCIE   |
| Великобритания         |                  | Медаль «Делийский дарбар короля Эдуарда VII»                                                  | Медаль «Делийский дарбар короля Эдуарда VII»                                                  |        |
| Великобритания         |                  | Королевская суданская медаль                                                                  | Королевская суданская медаль                                                                  |        |
| Великобритания         |                  | Королевская южноафриканская медаль 1900 года                                                  | Королевская южноафриканская медаль 1900 года                                                  |        |
| Великобритания         |                  | Королевская южноафриканская медаль 1902 года                                                  | Королевская южноафриканская медаль 1902 года                                                  |        |
| Великобритания         |                  | Медаль «Звезда 1914 года»                                                                     | Медаль «Звезда 1914 года»                                                                     |        |
| Великобритания         |                  | Британская военная медаль                                                                     | Британская военная медаль                                                                     |        |
| Великобритания         |                  | Медаль Победы                                                                                 | Медаль Победы                                                                                 |        |
| Бельгия                | 24 февраля 1916  | Кавалер большого креста ордена Леопольда I                                                    | Кавалер большого креста ордена Леопольда I                                                    |        |
| Бельгия                | 2 марта 1918     | Военный крест                                                                                 | Военный крест                                                                                 |        |
| Египет                 | 1898             | Суданская медаль хедива                                                                       | Суданская медаль хедива                                                                       |        |
| Италия                 | 14 сентября 1916 | Кавалер большого креста ордена Святых Маврикия и Лазаря                                       | Кавалер большого креста ордена Святых Маврикия и Лазаря                                       |        |
| Португалия             |                  | Кавалер большого креста ордена Башни и Меча                                                   | Кавалер большого креста ордена Башни и Меча                                                   | GCTE   |
| Российская империя     | 29 января 1917   | Кавалер Императорского Военного ордена Святого Великомученнка и Победоносца Георгия IV класса | Кавалер Императорского Военного ордена Святого Великомученнка и Победоносца Георгия IV класса |        |
| Румыния                | 20 сентября 1919 | Кавалер ордена Михая Храброго I класса                                                        | Кавалер ордена Михая Храброго I класса                                                        |        |
| Королевство Сербия     | 10 сентября 1918 | Кавалер большого креста ордена Звезды Карагеоргия с мечами                                    | Кавалер большого креста ордена Звезды Карагеоргия с мечами                                    |        |
| Сиам                   |                  | Великий рыцарь-командор ордена Рамы                                                           | Великий рыцарь-командор ордена Рамы                                                           |        |
| США                    |                  | Медаль «За выдающиеся заслуги»                                                                | Медаль «За выдающиеся заслуги»                                                                |        |
| Франция                | 24 февраля 1916  | Кавалер большого креста                                                                       | ордена Почётного легиона                                                                      |        |
| Франция                | 15 мая 1915      | Великий офицер                                                                                | ордена Почётного легиона                                                                      |        |
| Франция                |                  | Воинская медаль                                                                               | Воинская медаль                                                                               |        |
| Франция                | 21 апреля 1917   | Военный крест                                                                                 | Военный крест                                                                                 |        |
| Королевство Черногория |                  | Кавалер большого креста ордена Князя Даниила I                                                | Кавалер большого креста ордена Князя Даниила I                                                |        |
| Королевство Черногория | 31 октября 1916  | Золотая медаль Милоша Обилича                                                                 | Золотая медаль Милоша Обилича                                                                 |        |
| Эстония                |                  | Крест Свободы I класса I степени                                                              | Крест Свободы I класса I степени                                                              |        |
| Япония                 | 9 ноября 1918    | Кавалер ордена Восходящего солнца с цветами павловнии                                         | Кавалер ордена Восходящего солнца с цветами павловнии                                         |        |